# Белоусенко, Александр Фёдорович
Александр Фёдорович Белоусенко (укр. Олександр Федорович Білоусенко; род. 7 февраля 1937, Успеновка) — украинский государственный деятель, депутат Верховной рады Украины I созыва (1990—1994), депутат Запорожского облсовета (1981—2002).

## Биография
Родился 7 декабря 1937 года в c. Успеновка Бердянского района в крестьянской семье.
Окончил Ореховский сельскохозяйственный техникум и факультет механизации сельского хозяйства Мелитопольский институт механизации сельского хозяйства в 1968 году по специальности «инженер-механик».
С 1956 года работал слесарем-котломонтажником Специального монтажного управления г. Запорожье, затем главным механиком колхоза «Рассвет» Бердянского района Запорожской области.
С 1961 года находился на комсомольской, затем на партийной работе, с 1961 года занимал пост первого секретаря Андреевского райкома ЛКСМУ, с 1963 года — первого секретаря Токмакского райкома ЛКСМУ.
С 1965 года находился на партийной работе, вначале занимал должность заведующего отделом Токмакского райкома КП УССР, с 1968 года — инструктор, затем заместитель заведующего орготделом Запорожского обкома КП УССР. С 1974 года был первым секретарём Токмакского райкома КП УССР, с 1977 года — заведующим отделом легкой и пищевой промышленности Запорожского обкома КП УССР. С 1981 года являлся заместителем главы Запорожского облисполкома и главой плановой комиссии, с 1988 года — первым заместителем главы облисполкома и начальником главы планово-экономического управления Запорожского облисполкома.
В 1990 году в ходе первых альтернативных парламентских выборов в Украинской ССР был выдвинут кандидатом в народные депутаты трудовым коллективом токмакского завода «Прогресс», 18 марта 1990 года во втором туре был избран народным депутатом Верховного совета Украинской ССР XII созыва (в дальнейшем — Верховной рады Украины I созыва) от Бужского избирательного округа № 270 Запорожской области, набрал 56,87 % голосов среди 5 кандидатов. В парламенте являлся главой подкомиссии по вопросам планирования, бюджета, финансов и цен. Депутатские полномочия истекли 10 мая 1994 года.
Являлся кандидатом в народные депутаты Украины на парламентских выборах 1994 года в Верховную раду Украины II созыва, получил 6,34 % голосов, заняв 5-е из 9 мест.
С 1981 по 2002 год избирался депутатов Запорожского областного совета, где с 1994 по 2002 год возглавлял комиссию по вопросам бюджета.
Является основателем и первым президентом, затем — вице-президентом Запорожского областного союза промышленников и предпринимателей «Потенциал».
Имеет звание почётного гражданина г. Токмак и заслуженного экономиста Украины (2006). Награждён Орденом Трудового Красного Знамени (1976), орденом «За заслуги» 3 степени (1997) и 2 степени (2009) и другими наградами. Является автором ряда книг.
Женат, супруга — Тамара Алексеевна, от брака имеет двоих детей.